# Oneirodes pietschi
Oneirodes pietschi es una especie de pez del género Oneirodes, familia Oneirodidae, orden Lophiiformes. Fue descrita científicamente por Ho & Shao en 2004.
Especie inofensiva para el ser humano. Puede alcanzar los 1635 metros de profundidad.

## Descripción
Su longitud estándar es de 10,0-11,7 centímetros.

## Distribución
Se distribuye por los océanos Índico y Pacífico.